# Maddenahalli, Sidlaghatta
Maddenahalli là một làng thuộc tehsil Sidlaghatta, huyện Chikkaballapur, bang Karnataka, Ấn Độ.